# Яндекс Музика
Яндекс Музика (на руски: Яндекс Музыка) е услуга на Яндекс, която позволява законно и безплатно да се слушат музикални песни и албуми на музикални групи. Има и специално приложение за Android и iPhone. През 2012 година е удостоен с наградата РОТОР за най-добър музикален сайт.
Услугата си сътрудничи с над 50 собственици. Към края на септември 2011 година, съгласно отчетите на Яндекс, музикалните песни са имали 1,3 млрд. посещения. Към края октомври 2014 година Яндекс Музика има на разположение повече от 17 милиона песни. По данни на ComScore към юли 2013 година услугата има 13 млн. потребители.